# Irena Wojnar

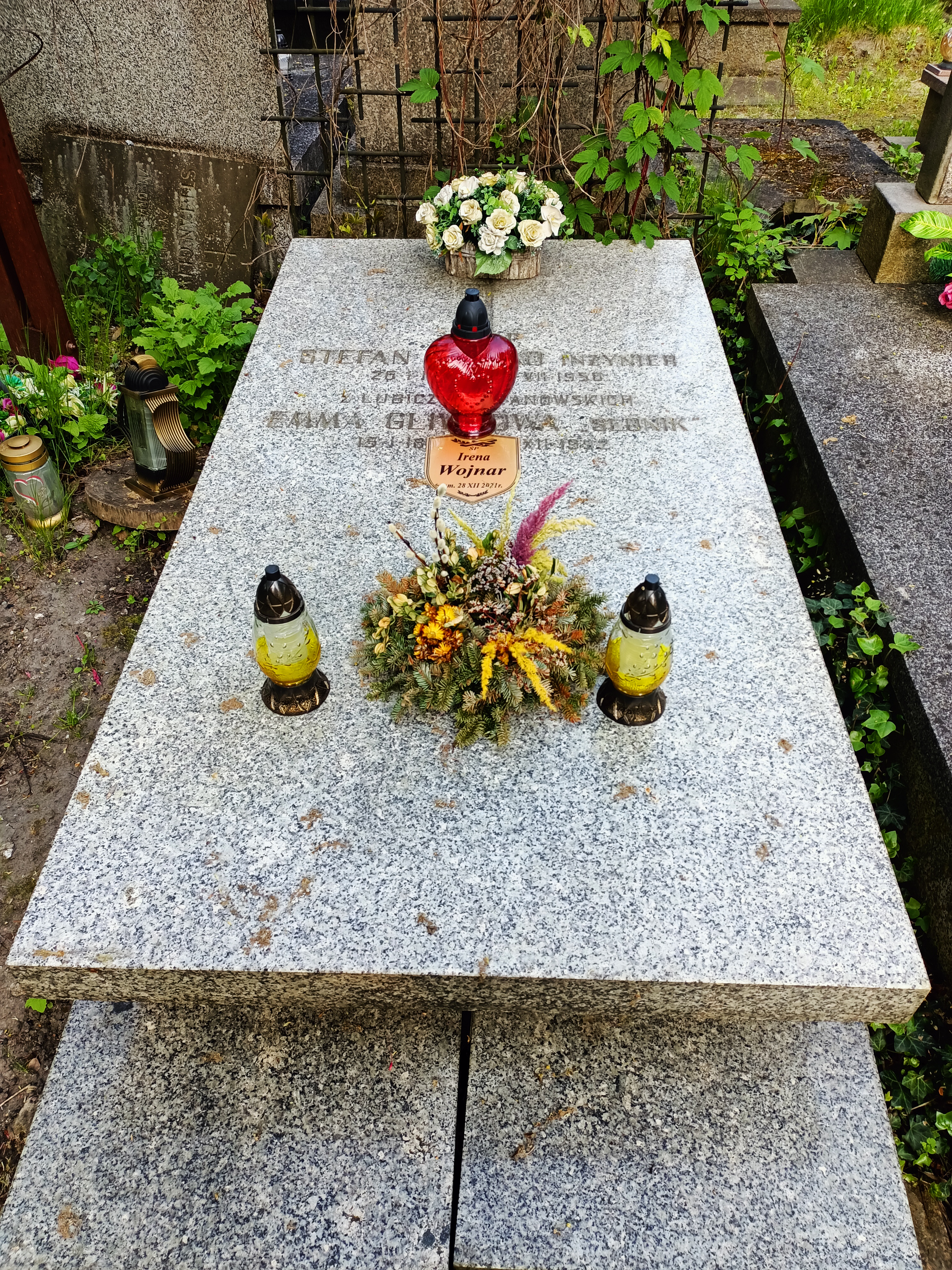
Grób Ireny Wojnar na cmentarzu Powązkowskim w Warszawie

Irena Wojnar (ur. 21 września 1924, zm. 28 grudnia 2021) – polska humanistka, pedagog, specjalistka w zakresie teorii wychowania estetycznego, profesor nauk humanistycznych, profesor zwyczajny Uniwersytetu Warszawskiego.

## Życiorys
Od 1949 roku do śmierci była związana z Uniwersytetem Warszawskim. W latach 1958–1960 studiowała na Uniwersytecie Paryskim (Sorbona), dzięki stypendium Fundacji Forda.
- 1960 – doktorat w Uniwersytecie Paryskim na podstawie rozprawy napisanej pod kierunkiem prof. E. Souriau.;
- 1965 – habilitacja na Uniwersytecie Warszawskim;
- 1976 – profesor nadzwyczajny;
- 1985 – profesor zwyczajny;
- W latach 1967–2004 była kierowniczką Pracowni/Zakładu Teorii Wychowania Estetycznego na Wydziale Pedagogicznym UW.

Była autorką kilkuset publikacji z zakresu szeroko rozumianej humanistyki, pedagogiki, estetyki, teorii wychowania estetycznego. Wybitny autorytet w zakresie pedagogiki kultury i teorii wychowania estetycznego. Wieloletnia najbliższa współpracowniczka profesora Bogdana Suchodolskiego.
Współpracowała między innymi z Komitetem Prognoz „Polska 2000 Plus” przy Prezydium PAN, Komitetem Nauk Pedagogicznych PAN, Uniwersytetem w Padwie, gdzie w latach 1986–1996 prowadziła coroczne wykłady i seminaria, Association Internationale/Mondiale des Sciences de'l Education – World Association for Educational Research AMSE/WAER, International Society For Education Through Art (INSEA), w której to organizacji pełniła w latach 1988–1991 funkcję wiceprzewodniczącej. Otrzymała: Złoty Krzyż Zasługi, Krzyż Kawalerski Odrodzenia Polski, Odznakę Zasłużony Działacz Kultury, Złota Odznaka ZNP, Ziegfeld Award. 

## Publikacje
- Estetyka i wychowanie (Państwowe Wydawnictwo Naukowe, Warszawa, 1964)
- Perspektywy wychowawcze sztuki (Nasza Księgarnia, Warszawa 1966)
- Estetyczna samowiedza człowieka (Państwowe Wydawnictwo Naukowe, Warszawa, 1982; ISBN 83-01-03738-5)
- Nauczyciel i wychowanie estetyczne (Państwowe Zakłady Wydawnictw Szkolnych, Warszawa, 1968)
- Teoria wychowania estetycznego: zarys problematyki (PWN, Warszawa 1976, kolejne wydania: 1980, 1984, 1995)
- Bergson. Seria: Myśli i Ludzie ( Wiedza Powszechna, Warszawa 1985)
- Muzeum czyli trwanie obecności (WSiP, Warszawa 1991)
- Humanistyczne intencje edukacji (Wydawnictwo Akademickie „Żak”, Warszawa 2000)
- Edukacyjna kultura przyszłości (Komitet Prognoz „Polska XX Plus” przy Prezydium PAN, Warszawa 2006
- Humanistyczne przesłanki niepokoju (Dom Wydawniczy ELIPSA, Warszawa 2016)